# Episodi di Power Rangers S.P.D.
Questa è la lista degli episodi di Power Rangers S.P.D.. La serie è stata trasmessa per la prima volta negli Stati Uniti su Jetix dal 5 febbraio 2005 al 2 febbraio 2006, mentre in Italia è andata in onda dall'11 settembre 2006 sullo stesso canale.

| n° | Titolo originale    | Titolo italiano                 | Prima TV USA      | Prima TV Italia   |
| -- | ------------------- | ------------------------------- | ----------------- | ----------------- |
| 1  | Beginnings: Part I  | L'Inizio - Parte I              | 5 febbraio 2005   | 11 settembre 2006 |
| 2  | Beginnings: Part II | L'Inizio - Parte II             | 5 febbraio 2005   | 11 settembre 2006 |
| 3  | Confronted          | Faccia a faccia                 | 12 febbraio 2005  | 12 settembre 2006 |
| 4  | Walls               | Diamanti d'energia              | 19 febbraio 2005  | 12 settembre 2006 |
| 5  | Dogged              | Un nuovo Ranger                 | 26 febbraio 2005  | 13 settembre 2006 |
| 6  | A-Bridged           | Scambio di persona              | 5 marzo 2005      | 13 settembre 2006 |
| 7  | Sam: Part I         | Sam - Parte I                   | 12 marzo 2005     | 16 settembre 2006 |
| 8  | Sam: Part II        | Sam - Parte II                  | 19 marzo 2005     | 16 settembre 2006 |
| 9  | Idol                | L'amicizia                      | 2 aprile 2005     | 17 settembre 2006 |
| 10 | Stakeout            | Festa di compleanno             | 9 aprile 2005     | 17 settembre 2006 |
| 11 | Shadow: Part I      | Terrore dal passato - Parte I   | 16 aprile 2005    | 18 settembre 2006 |
| 12 | Shadow: Part II     | Terrore dal passato - Parte II  | 23 aprile 2005    | 18 settembre 2006 |
| 13 | Abandoned           | Un nuovo compagno               | 30 aprile 2005    | 19 settembre 2006 |
| 14 | Wired: Part I       | Minaccia sotterranea - Parte I  | 7 maggio 2005     | 19 settembre 2006 |
| 15 | Wired: Part II      | Minaccia sotterranea - Parte II | 14 maggio 2005    | 20 settembre 2006 |
| 16 | Boom                | Boom                            | 21 maggio 2005    | 20 settembre 2006 |
| 17 | Recognition         | Pericolo Wootox                 | 4 giugno 2005     | 23 settembre 2006 |
| 18 | Samurai             | Samurai                         | 11 giugno 2005    | 23 settembre 2006 |
| 19 | Dismissed           | Atto di disobbedienza           | 18 giugno 2005    | 24 settembre 2006 |
| 20 | Perspective         | Prospettive personali           | 25 giugno 2005    | 24 settembre 2006 |
| 21 | Messenger: Part I   | Messaggio dal futuro - Parte I  | 10 luglio 2005    | 25 settembre 2006 |
| 22 | Messenger: Part II  | Messaggio dal futuro - Parte II | 16 luglio 2005    | 25 settembre 2006 |
| 23 | Zapped              | Magia contro la Terra           | 25 luglio 2005    | 26 settembre 2006 |
| 24 | Reflection: Part I  | Riflessi - Parte I              | 12 agosto 2005    | 26 settembre 2006 |
| 25 | Reflection: Part II | Riflessi - Parte II             | 12 agosto 2005    | 27 settembre 2006 |
| 26 | S.W.A.T.: Part I    | Il sergente di ferro - Parte I  | 15 agosto 2005    | 27 settembre 2006 |
| 27 | S.W.A.T.: Part II   | Il sergente di ferro - Parte II | 22 agosto 2005    | 30 settembre 2006 |
| 28 | Robotpalooza        | Senza tregua                    | 29 agosto 2005    | 30 settembre 2006 |
| 29 | Katastrophe         | Catastrofe                      | 26 settembre 2005 | 1º ottobre 2006   |
| 30 | Missing             | Un Ranger in pericolo           | 3 ottobre 2005    | 1º ottobre 2006   |
| 31 | History             | La Storia                       | 11 ottobre 2005   | 2 ottobre 2006    |
| 32 | Impact              | Impatto                         | 23 settembre 2005 | 2 ottobre 2006    |
| 33 | Badge               | Il nemico di Cruger             | 17 ottobre 2005   | 3 ottobre 2006    |
| 34 | Insomnia            | Insonnia                        | 28 ottobre 2005   | 3 ottobre 2006    |
| 35 | Wormhole            | Indietro nel tempo              | 2 febbraio 2006   | 4 ottobre 2006    |
| 36 | Resurrection        | Resurrezione                    | 4 novembre 2005   | 4 ottobre 2006    |
| 37 | Endings: Part I     | L'ultima avventura - Parte I    | 7 novembre 2005   | 7 ottobre 2006    |
| 38 | Endings: Part II    | L'ultima avventura - Parte II   | 15 novembre 2005  | 7 ottobre 2006    |

## L'Inizio - Parte I
- Titolo originale: Beginnings: Part I
- Diretto da: Greg Aronowitz
- Scritto da: Bruce Kalish

### Trama
Nel 2025 la Terra è popolata anche da esseri alieni, i quali vivono in armonia con gli umani, inoltre una società poliziesca chiamata S.P.D (Space Patrol Delta) recluta delle persone per catturare criminali. Un giorno, mentre l'A-Squad dell'S.P.D. parte per una missione, i ladri Jack Landors e Elizabeth "Z" Delgado, i quali rubano oggetti per i poveri, stanno per essere acchiappati da tre membri dell'S.P.D.(Schuyler "Sky" Tate, Bridge Carson e Sydney "Syd" Drew), ma un malvagio alieno arriva sul posto per scatenare un'invasione aliena dei Krybots.

## L'Inizio - Parte II
- Titolo originale: Beginnings: Part II
- Diretto da: Greg Aronowitz
- Scritto da: Bruce Kalish

### Trama
Mentre Sky, Bridge e Sydney si trasformano rispettivamente nell'S.P.D. Blue, Green e Pink Ranger per fermare i Krybots, Jack e Z vengono "accolti" nell'S.P.D. rispettivamente come S.P.D. Red e Yellow Ranger, inizialmente Jack non accetta la proposta, anche se poi si trasforma nel Red Ranger per aiutare gli altri Rangers.

## Faccia a faccia
- Titolo originale: Confronted
- Diretto da: Greg Aronowitz
- Scritto da: Jackie Marchand

### Trama
Jack scopre i vantaggi di essere il Red Ranger, iniziando a vantarsi della propria leadership, nel frattempo, la malvagia bambina Mora, al servizio di Grumm, minaccia la Terra con i suoi mostri.

## Diamanti d'energia
- Titolo originale: Walls
- Diretto da:
- Scritto da: John Tellegen

### Trama
Mentre Sky è ancora scioccato dal fatto di non essere il Red Ranger, l'Imperatore Grumm escogita un piano per convertire dei diamanti in fonte di energia, nel frattempo il criminale Ringbah dà filo da torcere ai Rangers.

## Un nuovo Ranger
- Titolo originale: Dogged
- Diretto da:
- Scritto da: Jackie Marchand

### Trama
Durante una missione, Syd viene accoppiata con R.I.C., cosa che inizialmente la ragazza trova fastidiosa, fino a quando il cane non si prende un colpo al posto suo danneggiandosi gravemente, tuttavia Bridge riesce a riparare R.I.C. come R.I.C. 2.0.